# سلطة ثانوية
السلطة الثانوية (Secondary authority) في القانون هي سلطة يقع عليها عبئ إمكانية شرح المعاني أو التطبيق الفعلي للنصوص الحرفية للسلطات الأولية (مثل الدساتير، أو القوانين التشريعية، أو فقه قانوني، أو اللوائح الإدارية، أو التشريعات الأولية والثانوية، أو المعاهدات، أو الصكوك القانونية المماثلة).
يتم كتابة ونشر بعض مواد السلطة الثانوية من قبل الحكومات لشرح القوانين بشكل مبسط، في حين أن مواد أخرى من السلطة الثانوية يتم كتابتها ونشرها من قبل شركات خاصة، أو منظمات غير ربحية، أو مجموعات أو أفراد آخرين.
بعض الأمثلة على السلطة الثانوية هي:
- مقالات مراجعة القانون والتعليقات والملاحظات (كتبها أساتذة القانون ، المحامون الممارسون، طلاب الحقوق، إلخ.)
- الكتب المدرسية القانونية مثل الأطروحات القانونية.
- التعليقات التوضيحية المنشورة في كتب القوانين أو الرموز أو المواد الأخرى ، مثل التعليقات التوضيحية في سلسلة تقارير القانون الأمريكي.
- الموسوعات القانونية (مثل وفق هيئة القانون، موسوعة القانون والفقه الأمريكي)